# Lucio Silla
Lucio Silla (KV 135) er en opera seria på italiensk i tre akter. Musikken er  af den 16-årige Wolfgang Amadeus Mozart i 1772, og librettoen er af Giovanni de Gamerra og forbedret af Pietro Metastasio.
Handlingen udspiller sig i Rom, hvor diktatoren Lucius Cornelius Sulla (Silla) har landsforvist flere tusind af sine modstandere, deriblandt senator Cecilio; Sulla vil giftes med Cecilios forlovede Giunia, der er datter af Sullas ærkefjende Gajus Marius.
Lucio Silla blev opført første gang i Regio Ducal i Milano den 26. december 1772. Operaen var et  bestillingsarbejde til karnevalssæsonen og fik en vis succes. Efter at være blevet opført over tyve gange i Milano, blev Lucio Silla først genoplivet i 1929 i Prag i en tysk oversættelse.